# Jéroboam d'Érable
Jéroboam d'Érable, född 15 januari 2019, är en fransk varmblodig travhäst. Han tränas av Clément Thomain och rids av Damien Bonne.
Jéroboam d'Érable började tävla i juni 2022 och inledde med en tredjeplats för att sedan ta sin första seger i andra starten. Han har hittills sprungit in 540 390 euro på 35 starter, varav 9 segrar, 3 andraplatser och 4 tredjeplatser. Han har tagit karriärens hittills största seger i Prix de Normandie (2024).
Han har även vunnit Prix Louis Forcinal (2024), Prix Victor Cavey (2024), Prix Edmond Henry (2024), Prix Hervé Céran-Maillard (2024), Prix Joseph Lafosse (2024) och Prix Guillaume de Bellaigue (2025) och på andraplats i Prix Paul Bastard (2024) samt på tredjeplats i Prix Bernard Resbeut (2022).

## Statistik
| Statistik för Jéroboam d'Érable (Ref.) | Statistik för Jéroboam d'Érable (Ref.) | Statistik för Jéroboam d'Érable (Ref.) | Statistik för Jéroboam d'Érable (Ref.) | Statistik för Jéroboam d'Érable (Ref.) | Statistik för Jéroboam d'Érable (Ref.) |
| -------------------------------------- | -------------------------------------- | -------------------------------------- | -------------------------------------- | -------------------------------------- | -------------------------------------- |
| Starter                                | Placeringar                            | Startprissumma                         | Segerprocent                           | Platsprocent                           | Rekord                                 |
| 35                                     | 9-3-4                                  | 540 390 euro                           | 26 %                                   | 46 %                                   | 1.10,8ak,                              |

### Större segrar
| År   | Lopp                        | Kusk         | Vinstbelopp | Grupp   |
| ---- | --------------------------- | ------------ | ----------- | ------- |
| 2024 | Prix Louis Forcinal         | Damien Bonne | 54 000 EUR  | Grupp 2 |
| 2024 | Prix Victor Cavey           | Damien Bonne | 54 000 EUR  | Grupp 2 |
| 2024 | Prix de Normandie           | Damien Bonne | 108 000 EUR | Grupp 1 |
| 2024 | Prix Edmond Henry           | Damien Bonne | 54 000 EUR  | Grupp 2 |
| 2024 | Prix Hervé Céran-Maillard   | Damien Bonne | 54 000 EUR  | Grupp 2 |
| 2024 | Prix Joseph Lafosse         | Damien Bonne | 54 000 EUR  | Grupp 2 |
| 2025 | Prix Guillaume de Bellaigue | Damien Bonne | 40 500 EUR  | Grupp 3 |